# Мията, Фулвио
Фулвио Мията (исп. Fúlvio Miyata; род. 4 мая 1977) — бразильский дзюдоист, чемпион и призёр Панамериканских чемпионатов, призёр чемпионатов мира среди военнослужащих, призёр всемирных игр военнослужащих, призёр чемпионата мира.

## Карьера
Выступал в суперлёгкой весовой категории (до 60 кг). Чемпион (1996 и 1998 годы) и бронзовый призёр (1997 год) Панамериканских чемпионатов. Серебряный (2002 год) и бронзовый (1997 и 2000 годы) чемпионатов мира среди военнослужащих. В 1997 году стал бронзовым призёром чемпионата мира в Париже.